# إعادة تدوير الألومنيوم

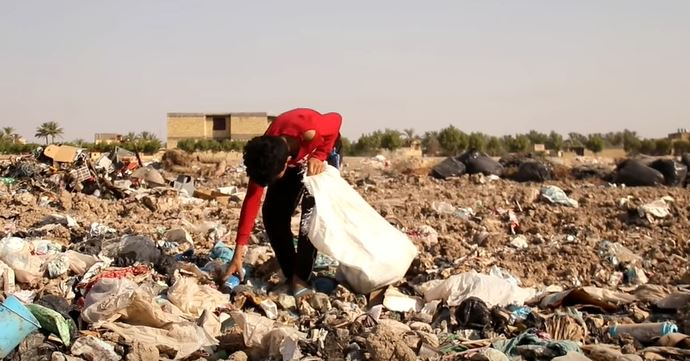
اغلب القاصرين في العراق لابد وان قاموا يوما بجمع الألمنيوم (الفافون)من النفايات للحصول على مصروف الجيب. جمع الفافون لا زالت مهنة ايضا لدى الكثير من السكان المحليين لدينا.

إعادة تدوير الألومنيوم عملية يتم من خلالها إعادة استغلال الالمنيوم الخردة لإنتاج منتجات جديدة وتنطوي العملية على مجرد إعادة صهر المعادن، والتي هي الآن أقل تكلفة واستهلاكا للطاقة بدلاً من تحضير ألمنيوم جديدعن طريق التحليل الكهربائي لأكسيد الألومنيومAL3O2، والتي تحتاج إلى استخراج خام البوكسيت ومن ثم صقلها باستخدام عملية باير.إعادة تدوير خردة الألومنيوم لا يتطلب سوى 5 ٪ من الطاقة المستخدمة في تصنيع الالومنيوم.[2] ولهذا السبب، فان ما يقرب من 31 ٪ من الألمنيوم المنتج في كل من الولايات المتحدة يأتي من الخردة المعاد تدويرها.
إعادة تدوير الألمنيوم ليست جديدة فهي من الممارسات الشائعة منذ بداية القرن العشرين وقد زادت بشكل كبير في الحرب العالمية الثانية ولكن شدة الإقبال عليها ظلت محدودة حتى اواخر عام 1960 عندما انتشرت شعبية المشروبات المعبأة في علب مصنوعة من الألمنيوم لتثبت بذلك أهمية إعادة تدوير الألمنيوم في ذهن الرأي العام.
و تتضمن مصادر إعادة تدوير الألومنيوم: الطائرات، السيارات، الدراجات، القوارب، أجهزة الكمبيوتر، وتجهيزات المطابخ، المزاريب، الأسلاك والعديد من المنتجات الأخرى التي تتكون من مواد قوية وخفيفة الوزن أو مواد مع موصلية حرارية عالية.بما ان إعادة التدوير لا تضر بهيكل المعدن فبالإمكان إعادة تدوير الالمنيوم إلى أجل غير مسمى واستخدامه في إنتاج منتجات جديدة يمكن الاستفادة منها.

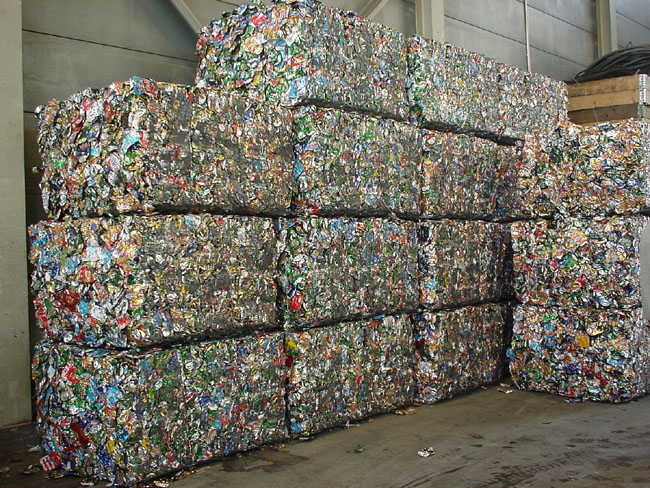
رزمة علب جاهزة للنقل

## الفوائد
توفر إعادة تدوير الألمنيوم تكلفة كبيرة إذا قورنت بإعادة إنتاجه حتى بعد أن نأخذ تكلفة الجمع والفصل وإعادة التدوير في الاعتبار وبهذا على المدى الطويل فأكبر المدخرات الوطنية يمكن تشكيلها من خلال خفض التكاليف المرتبطة بالمكبات، المناجم والنقل البحري الدولي للالمنيوم الخام بعين الاعتبار.
الفوائد البيئية لإعادة تدوير الألومنيوم هائلة أيضا.فقط حوالي 5 ٪ من ثاني أكسيد الكربون CO2 تنتج أثناء عملية إعادة التدوير مقارنة مع إنتاج الالمنيوم الخام (ونسبة مئوية أصغر حتى لو أخذنا بعين الاعتبار دورة كاملة من تعدين ونقل الألمنيوم) [9]. كما أن التعدين المفتوح (open-cut mining)هو أكثر الطرق استخداما في استخراج الالمنيوم الخام والذي يدمر اجزاء كبيرة من الأراضي في العالم الطبيعي.تحفظ إعادة تدوير علب الألومنيوم حوالي 80 ٪ من الطاقة المطلوبة لصنع علب الألمنيوم من المواد الأولية. [10]

## عملية التدوير
عادة ما تتم إعادة تدوير علب المشروبات بالطريقة الأساسية التالية: [11]
1. العلب أولاً تقسم من بين النفايات البلدية باستخدام نظام ECS
2. تقطع العلب إلى قطع صغيرة ومتساوية للتقليل من حجمها ولتسهيل فصلها بواسطة الآلة.
3. يتم تنظيف القطع كيميائيا / ميكانيكيا.
4. يتم حظر القطع أو إحاطتها بشيء للتقليل من الخسارة في كميتها عند الذوبان (يتحول سطح الالمنيوم بسهولة إلى أكسيد الألمنيوم عند تعرضه للأكسجين}(12)
5. يتم تحميل القطع للفرن وتسخينه إلى 750 ° ± 100 درجة مئوية لإنتاج الألمنيوم المصهور.
6. تتم إزالة كل من الشوائب وغاز الهيدروجين يفصل مصهور الألمنيوم بسهولة بالهيدروجين من بخار الماء والملوثات الهيدروكربونية.)هذا ما يحدث عادة مع الكلور وغاز النيتروجين. أقراص الهكساكلوروإيثان (Hexachloroethane) عادة ما تستخدم كمصدر لمادة الكلور. بيركلورات الأمونيوم (Ammonium perchlorate) يمكن أن تستخدم أيضا لأنها تتحلل بشكل رئيسي إلى الكلور، النيتروجين، والأكسجين عند تسخينها. [13]
7. يتم أخذ العينات للتحليل الطيفي. (spectroscopic analysis)اعتمادا على المنتج النهائي المطلوب مثل الألمنيوم عالي النقاء، النحاس، الزنك، المنجنيز، السيليكون، و/ أو المغنيسيوم يضاف لتغيير تركيبة المنصهر إلى المواصفات المناسبة.أعلى 5 سبائك للألمنيوم أنتجت على ما يبدو 6061، 7075، 1100 ، 6063، 2024 الألومنيومو2024 [3]
8. يتم استخدام الفرن، يصب الألمنيوم المصهور ومن ثم تكرر العملية مرة أخرى للدفعة القادمة.اعتمادا على المنتج النهائي من الممكن ان تصب الالمنيوم لسبائك، أو قضبان حديدية، أو قضبان، حيث تشكل في ألواح دوارة كبيرة، تطحن إلى مسحوق، ترسل إلى مخرجات المصنع، أو تنقل في حالة منصهرة إلى مرافق التصنيع لمزيد من المعالجة.

## إنتاج السبائك باستخدام الأفران العاكسة
تنقسم خردة الألومنيوم إلى مجموعة واسعة من الفئات منها (بلوكات المحركات، الخ)، وسبائك العجلات، «الألومنيوم النظيف» ويعتمد نوع الخردة المستخدمة في عملية الصهر على المواصفات المطلوبة في السبيكة.
يعتمد نوع الخردة المستخدمة في عملية الصهر على المواصفات المطلوبة في السبيكة.
تنقل الخردة عموما إلى فرن عاكس (الاساليب الأخرى تبدو إما أقل اقتصادية و/ أو خطورة) ويتم صهرها لتشكيل "bath ". يتم اختبار المعدن المنصهر باستخدام التحليل الطيفي على عينة أخذت من المصهور لتحديد ما هي التحسينات اللازمة لإنتاج المنتج النهائي.
يتم اختبار المصهور عدة مرات بعد التحسينات التي تمت إضافتها وذلك لتكون مطابقة للمعايير المحددة.
حالما يتم اعداد «الوصفة» من المعدن المتوفر يتم استخدام الفرن وصب المعدن في قوالب السبائك عبر جهاز الصب.
ثم يترك المصهور ليبرد ثم تكدس وتباع كسبيكة ألمنيوم السيليكون لمختلف الصناعات لإعادة استخدامها.

## إعادة تدوير الألمنيوم الثانوي
تحتوى الشوائب البيضاء الناتجة من إنتاج الالومنيوم الأصلى ومن عمليات إعادة التصنيع الثانوى ة على كميات مفيدة من الألمنيوم والتي يمكن استخراجها صناعيا. {57}تنتج هذه العملية قضبان الالومنيوم، إلى جانب ماده مهملة بالغة التعقيد.هذه المادة هي من الصعب السيطرة عليها.فهى تتفاعل مع الماء، فتحرر خليط من الغازات (بما في ذلك، الهيدروجين، والأسيتيلين، والأمونيا) التي تشتعل تلقائيا عند تعرضها للهواء؛ {59} فالتعرض للهواء الرطب ينتج عنه انطلاق كميات وفيرة من غاز الأمونيا.ورغم هذه الصعوبات، فان هذه النفايات وجد أن لها فائدة حيث من الممكن استخدامها كحشوة في الأسفلت والخراسانة.